# Corbère-les-Cabanes
Corbère-les-Cabanes (în catalană Corbera de les Cabanes) este o comună în departamentul Pyrénées-Orientales din sudul Franței. În 2009 avea o populație de 1.023 de locuitori.

## Evoluția populației
| An        | 1975 | 1982 | 1990 | 1999 | 2006 | 2009  |
| --------- | ---- | ---- | ---- | ---- | ---- | ----- |
| Populație | 500  | 535  | 663  | 844  | 951  | 1.023 |